# حلقة سنت
كان السنت الحلقي أو السنت المثقوب (ring cent أو holey cent) عبارة عن عملة معدنية بقيمة سنت واحد تم سكها لأول مرة في تركيبات وتصميمات مختلفة بين عامي 1850 و1851 كجزء من تجربة لإنتاج سنت بوزن وقطر أقل، حيث تسبب ارتفاع سعر النحاس في تكلفة إنتاج السنتات أكثر من قيمتها الاسمية. توجد العديد من الأصناف ذات التصاميم المختلفة وكذلك التركيبات المختلفة، بما في ذلك البيليون (القياسي)، والألمنيوم، والنحاس، والنيكل النحاسي، والنيكل الفضي، والنيكل، والفضة، والمعادن البيضاء.

## تاريخه
في أواخر الأربعينيات القرن التاسع عشر، ارتفع سعر النحاس إلى الحد الذي أصبح معه إنتاج السنتات الكبيرة يكلف أكثر من سنت واحد. ردًا على مشروع قانون صاغه عضو الكونجرس سام ف. فينتون في عام 1849 لتقليل حجم السنت، بدأت دار سك العملة الأمريكية في البحث عن نوع بديل من السنت. وكان أحد الحلول لهذه المشكلة هو ثقب العملة المعدنية في المركز، مما يؤدي إلى خلق مظهر يشبه الحلقة.
تم سك عملات سنتات الحلقات ذات النمط الأول في عام 1850 في تركيبات اختبارية مختلفة. ومع ذلك، فقد وجد أن إخراج العملة من المكابس كان صعباً وأن استعادة الفضة من السبائك كانت مكلفة. وبسبب هذا، لم يتم إدخال سنت الحلقة في الإنتاج الضخم واستمر إنتاج سنت النسر الطائر حتى عام 1857، عندما تم استبداله بسنت النسر الطائر. وفقًا للمؤرخ المتخصص في علم العملات والتر برين، كان هناك عامل آخر في رفض سنت الحلقة وهو أنه ذكّر العديد من الناس بالعملة النقدية الصينية، والتي كانت قيمتها الشرائية ضئيلة.
تم إحياء سنت الحلقة لفترة وجيزة في عام 1884 بواسطة إيستمان جونسون، على الرغم من أن التصميم هذه المرة كان أكثر بدائية إلى حد ما حيث بدا أن الثقوب قد تم قطعها يدويًا حيث تختلف في الحجم والشكل. على الرغم من أن هناك تصميم أكثر دقة وسلاسة تم سكه في العام التالي، إلا أنه لم يتم سك المزيد من سنتات الحلقات على الإطلاق. من المعروف أن هناك 196 سنت حلقي (أصلية ومكررة).

## إصدارات أخرى
تم سك أنماط هذا "السنت الحلقي" من معادن مختلفة وبأحجام فتحات مختلفة. وكانت هناك أيضًا العديد من التصميمات المختلفة، حيث كانت بعض التصميمات تفتقر إلى تاريخ أو تصميم عكسي. بعضها لم يكن به ثقب، بل كان في مكانه دائرة تشبه الخط المخصص للثقب. كانت هذه العملات تُعرف باسم السنتات الحلقية.

## تصاميم وجه العملة المعدنية الدائرية

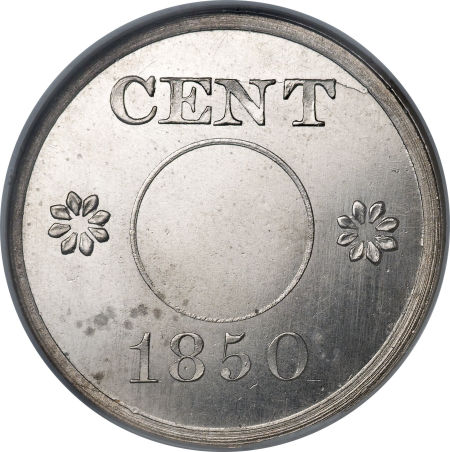
وجه غير مثقوب يعود إلى عام 1850
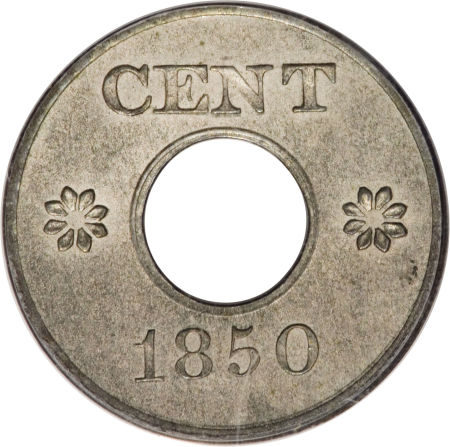
وجه مثقوب يعود إلى عام 1850
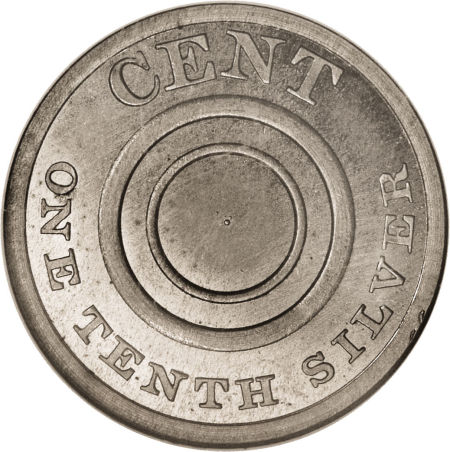
وجه غير مثقوب يعود إلى عام 1851
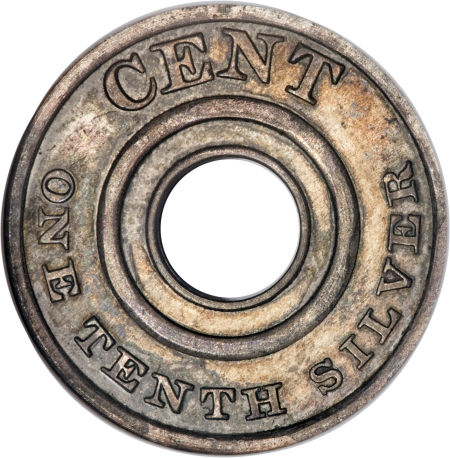
وجه مثقوب يعود إلى عام 1851
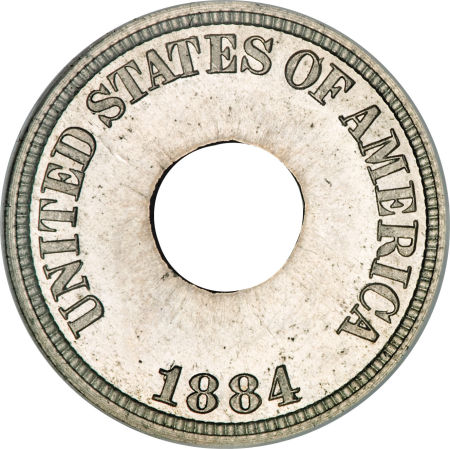
وجه عملة سنت إيستمان جونسون الصادرة عام 1884
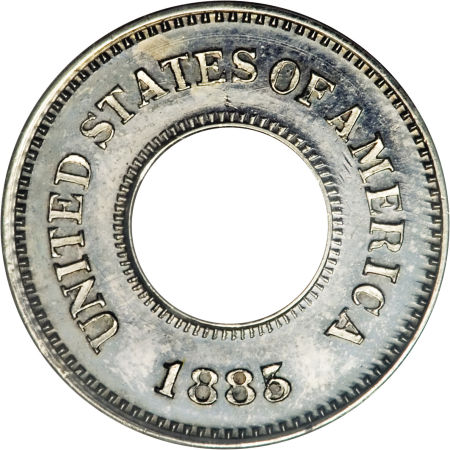
وجه العملة المعدنية الدائرية الصادرة سنة 1885.

تم سك جميع سنتات الخاتم الصادرة عام 1885 (مع الثقب وبدونه) باستخدام قالب يحمل خطأ في التاريخ الزائد بمقدار 5 على 3.

## تصاميم عكسية لعملة الخاتم

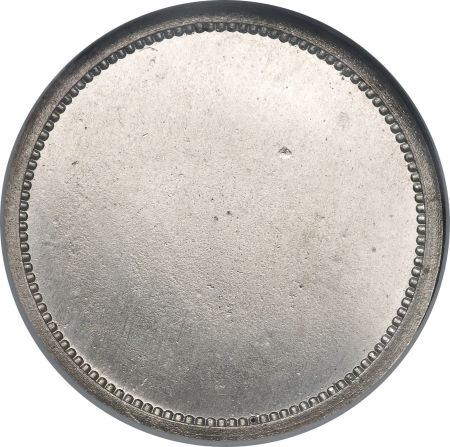
1850 نسخة فارغة غير مثقبة (1853 نسخة معادة الضرب فقط)
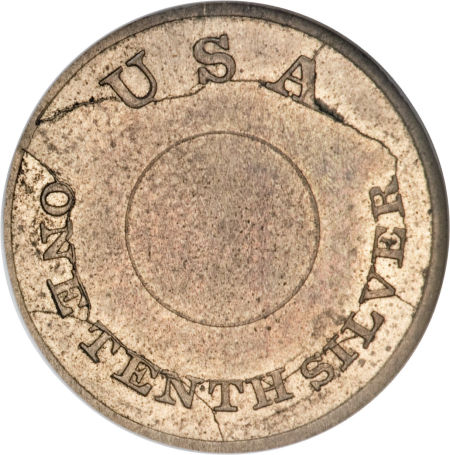
1850 غير مثقوبة من الخلف
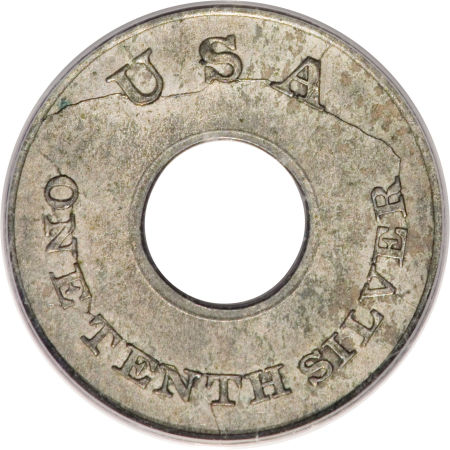
1850 مثقب الظهر
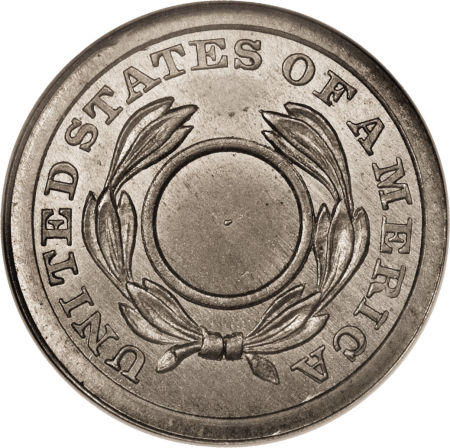
1851 ظهر غير مثقوب
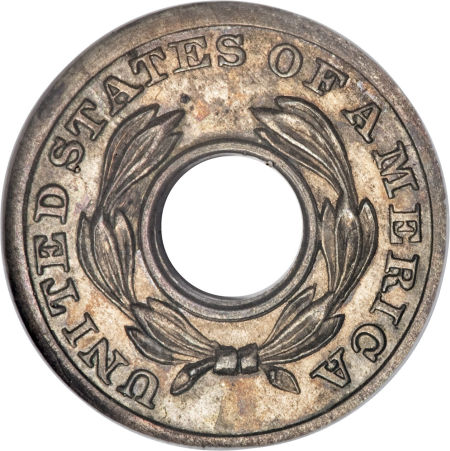
1851 مثقب الظهر
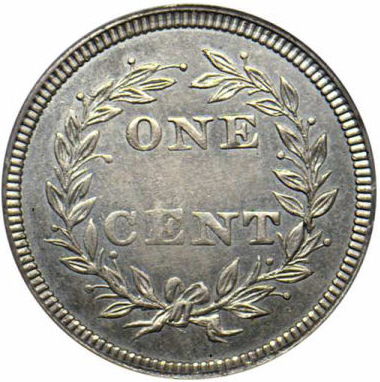
1850، ظهر غير مثقوب، مع وجود فئة محاطة بإكليل من الزهور
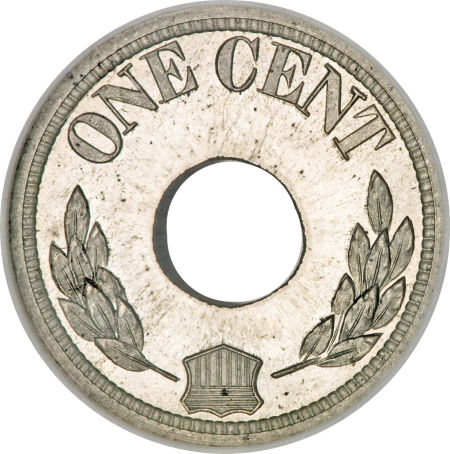
ظهر عملة سنت إيستمان جونسون عام 1884
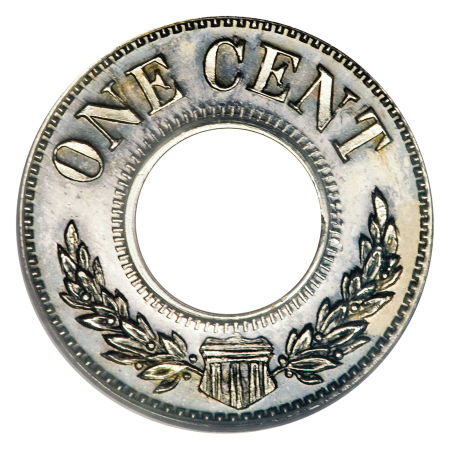
الوجه الخلفي للعملة المعدنية الدائرية الصادرة في عام 1885.

من المحتمل أن يكون الوجه الخلفي الفارغ غير المثقوب للعملة المعدنية لعام 1850 قد تم سكه من نفس القالب الذي تم استخدامه لنمط الدولار الذهبي لعام 1852. في حالة العملة المعدنية غير المثقوبة التي صدرت عام 1850 مع القيمة النقدية المحيطة بإكليل، على الرغم من أنها كانت مؤرخة بعام 1850 (وبالتالي استخدمت العملة المعدنية غير المثقوبة التي صدرت عام 1850)، إلا أن العملات المعدنية سُكَّت بالفعل في عام 1853.

### الفهرس
- Breen، Walter (1988). Walter Breen's Complete Encyclopedia of U.S. and Colonial Coins. New York: Doubleday. ISBN:978-0-385-14207-6.